# Hiéroglyphe égyptien N33A
Les trois grains de sable en hiéroglyphes égyptiens, ne sont pas classifiés dans la liste de Gardiner originale ; cet hiéroglyphe est noté N33A.

## Représentation
Il représente selon son utilisation un grain de sable et par dérivation une boulette ou tout objet analogue (hiéroglyphe N33) triplé ou parfois empilés pour noter le pluriel. 

## Utilisation
C'est un déterminatif du champ lexical des métaux ou minéraux (surtout) ainsi que des médicaments, encens, fruits et affiliés. Souvent en contraction de la  
| N33B · Z2 |

| N33B · Z2 |

|  |

|  |

|  |

|  |

|  |

|  |

|  |

|  |

|  |

|  |

|  |

|  |

|  |

|  |

|  |

|  |

| N33B |

| N33B |

## Exemples de mots
| nbw · N33A |

| nbw · N33A |

| G47 | A | i | i | w | N33A |

| G47 | A | i | i | w | N33A |

| g · n | nw | w&t | T19 | V12 · N33A |

| g · n | nw | w&t | T19 | V12 · N33A |